# Sheridan (Montana)
Sheridan – miasto w Stanach Zjednoczonych, w stanie Montana, w hrabstwie Madison.